# Rafik Nahra
Rafik Nahra (ur. 27 stycznia 1959 w Ismailii) – palestyński duchowny rzymskokatolicki, biskup pomocniczy patriarchatu Jerozolimy od 2022.

## Życiorys
Święcenia kapłańskie otrzymał 27 czerwca 1992 i został inkardynowany do archidiecezji paryskiej. Przez wiele lat pracował jako duszpasterz parafialny oraz jako nauczyciel przy szkole katedralnej w Paryżu. Po wyjeździe do Jerozolimy pełnił funkcje m.in. przełożonego Wikariatu św. Jakuba oraz patriarszego wikariusza dla Izraela.
11 marca 2022 papież Franciszek mianował go biskupem pomocniczym łacińskiego patriarchatu Jerozolimy i biskupem tytularnym Verbe. Sakry udzielił mu 30 kwietnia 2022 łaciński patriarcha Jerozolimy – arcybiskup Pierbattista Pizzaballa.